# Los Pilares, Morelos
Los Pilares är en ort i Mexiko.   Den ligger i kommunen Jojutla och delstaten Morelos, i den sydöstra delen av landet, 90 km söder om huvudstaden Mexico City. Los Pilares ligger 933 meter över havet och antalet invånare är 318.
Terrängen runt Los Pilares är platt åt nordväst, men åt sydost är den kuperad. Runt Los Pilares är det tätbefolkat, med 319 invånare per kvadratkilometer. Närmaste större samhälle är Zacatepec, 3,4 km nordost om Los Pilares. I omgivningarna runt Los Pilares växer huvudsakligen savannskog.